# 藤井宏之
藤井 宏之（ふじい ひろゆき、1977年7月28日 - ）は、日本の俳優。秋田県出身。
身長179cm。血液型はO型。ギフト所属。

## 出演

### 映画
- アンフェア the answer
- SP THE MOTION PICTURE 革命編
- M ※主演
- 丘を越えて
- 影向こうの灯り（実家の業者）
- きっかけはYOU!
- 君を壊すのは
- クライマーズ・ハイ（社会部編集局員）
- Kotobuki/To Us
- GSワンダーランド
- 少年メリケンサック
- ステイフリー〜めぐりあい、宇宙〜
- スペースポリス、軍曹
- セブンス アニバーサリー
- デスノート 前編
- デスパレード
- トマトジュース
- NANA
- 2番目の彼女（武田アキオ）
- ボクと彼女とりんご ※主演
- memo
- LOVE MY LIFE
- RETURN ハードバージョン（カラカラ）
- わが母の記（落合）

### テレビドラマ
- Pな彼女 第5シリーズ（2002年）
- 高原へいらっしゃい（2003年）
- 愛と資本主義（2003年）
- 黄金の豚-会計検査庁 特別調査課-（2010年） - 高井宏之 役
- 外交官 黒田康作（2011年）
- 浅見光彦シリーズ 42（2011年） - 木村 役
- 贖罪（2012年）
- 明日をあきらめない…がれきの中の新聞社〜河北新報のいちばん長い日〜（2012年）
- リーガル・ハイ（2012年） - 浅井信司 役
- メイドインジャパン（2013年）
- 佐藤家の朝食、鈴木家の夕食（2013年）
- 突入!福島原発に挑んだ男たち 〜激闘秘話!命と執念の12日間（2013年）
- 報道ドラマ 生きろ 〜戦場に残した伝言〜（2013年）
- 大河ドラマ 青天を衝け（2021年） - 新納刑部 役
- 悪女（わる）〜働くのがカッコ悪いなんて誰が言った?〜　第1話・第9話（2022年4月13日・6月8日、日本テレビ）

### 舞台
- 成れの果て
- ブックショップ
- 夢を見る。まどろむために

### その他（VP・イベントなど）
- 伊藤忠テクノソリューションズ CTCは地球で考える
- ナイキ 2002 SUMMER ASIA&JAPAN Basketball
- 日本能率協会 MDB